# Лишов (Крупина)
Лишов (слч. Lišov) насељено је мјесто са административним статусом сеоске општине (слч. obec) у округу Крупина, у Банскобистричком крају, Словачка Република.

## Становништво
| Година:    | 1994. | 2004.    | 2014.    | 2024.   |
| ---------- | ----- | -------- | -------- | ------- |
| Број људи: | 237   | 268      | 232      | 215     |
| Разлика:   |       | +13,08 % | -13,43 % | -7,32 % |

| Година:    | 2023. | 2024.   |
| ---------- | ----- | ------- |
| Број људи: | 219   | 215     |
| Разлика:   |       | -1,82 % |

Према подацима о броју становника из 2024. године насеље је имало 215 становника.